# Jorge Pacheco
Pour les articles homonymes, voir Pacheco.
Ne doit pas être confondu avec Jorge Pacheco (ultra-trail).
Jorge Germán Pacheco (26 octobre 1889 – 1er mars 1957) est un footballeur et entraîneur uruguayen de football. Il remporte deux éditions de la Copa América,.

## Palmarès
- Vainqueur de la Copa América 1916 et de la Copa América 1917 avec l'équipe d'Uruguay.